# فرودگاه ال لانبدر
فرودگاه ال لانبدر (به انگلیسی: Llanbedr Airport) یک فرودگاه Closed 2004 است . این فرودگاه در کشور ولز قرار دارد و در ارتفاع ۹ متری از سطح دریا واقع شده است.